# Cone Rock
Der Cone Rock (von englisch cone ‚Kegel, Konus, Zapfen‘, spanisch Roca Cono) ist eine Felseninsel im Archipel der Südlichen Shetlandinseln. Er liegt 2,5 km nordöstlich des Williams Point vor der Küste der Livingston-Insel.
Teilnehmer der britischen Discovery Investigations gaben dem Felsen im Zuge von Vermessungsarbeiten im Jahr 1935 den deskriptiven Namen Conical Rock, der jedoch auf einer Landkarte aus dem Jahr 1948, die aus den Vermessungen entstand in seiner verkürzten Namensform dargestellt ist.